# Bitwa pod Cuddalore (1758)
Bitwa pod Cuddalore miała miejsce 29 kwietnia 1758 w trakcie III wojny w Karnatace, będącej częścią wojny siedmioletniej.

## Podłoże
Kolonie były jednym z „tradycyjnych” pól walk francusko-brytyjskich, nie inaczej było w czasie wojny siedmioletniej. W Indiach obie strony sprzymierzały się z lokalnymi przywódcami i używały flot do wsparcia działań lądowych. Wielka Brytania wysłała wiceadmirała George'a Pococka, który 24 marca połączył siły z kmdr. Charlesem Stevensem; Francuzi przysłali kmdr. Anne'a Antoine'a de Ache, który dołączył do swej eskadry okręty M. Bouvet. Francuzi wyruszyli z Mauritiusu 27 stycznia, ale z powodu niesprzyjających wiatrów dopiero 28 kwietnia zakotwiczyli przy Fort St. David, gdzie zaskoczyli dwie niewielkie jednostki angielskie, 24-działowe HMS „Bridgewater” i „Triton”, które zostały spalone przez ich dowódców, by nie wpadły w ręce nieprzyjaciela. Następnie dwa okręty francuskie „Comte de Provence” (74 działa) i „Diligente” (24) zostały wysłane z misją dostarczenia nowego gubernatora Francuskich Indii Zachodnich, Thomasa de Lally-Tollendal, do Pondicherry.

## Przebieg bitwy
Rankiem 29 kwietnia nadpłynęła eskadra Pococka (7 okrętów liniowych); Francuzi, mając 8 okrętów zdolnych do walki w linii („Vengeur” był liniowcem, a pozostałe jednostki były silnie uzbrojonymi eastindiamenami Francuskiej Kompanii Wschodnioindyjskiej, obciążonymi dodatkowo desantem) wyszli w morze i wyczekiwali przeciwnika na północny wschód od portu. Do starcia doszło wczesnym popołudniem, gdy Brytyjczycy dogonili wrogą eskadrę i Pocock dał komendę do ataku. W linię brytyjską wkradło się jednak zamieszanie: trzy czołowe okręty musiały przez dłuższy czas walczyć z całą linią francuską, bo „Cumberland” i „Tiger” nie mogły zająć swoich pozycji, a „Weymouth” i „Newcastle” najpierw źle zrozumiały rozkazy, a potem ignorowały polecenia podejścia bliżej do nieprzyjaciela. Kłopoty mieli też Francuzi: fregata „Sylphide”, która była za słaba, by walczyć w linii, została szybko obezwładniona, liniowiec „Condé” odniósł uszkodzenia steru, a drugi – „Duc de Bourgogne” – ustawił się za linią francuską, prowadząc ogień z dalekiego dystansu.
W centrum szyku bitwa była bardzo zacięta. Na dwóch jednostkach francuskich („Bien-Aimé” i „Zodiaque”) nastąpiły wybuchy amunicji, a brytyjski „Tiger” też odniósł poważne uszkodzenia. D'Aché sygnalizował, by dołączyły do niego uprzednio odesłane liniowiec i fregata, ale de Lally przetrzymał je w Pondicherry i dopiero pod wieczór zaczęły się one zbliżać do pola walki. Około 18.00 francuski dowódca nakazał zwrot i dzięki powolności reakcji brytyjskiej ariergardy oderwał się od przeciwnika i skierował do Pondicherry.
Brytyjczycy stracili 29 zabitych i 89 rannych, Francuzi odpowiednio 162 i 360, co  spowodowane było ogniem artyleryjskim, kierowanym zgodnie z brytyjską taktyką w kadłuby francuskich okrętów, które wyładowane były żołnierzami desantu (Francuzi, jak zawsze, celowali w takielunek). W nocy po bitwie, uszkodzony „Bien-Aimé” zerwał się z kotwicy i rozbił o brzeg. Ponieważ jednak Brytyjczycy odpłynęli do Madrasu, Francuzi mogli wysadzić posiłki na ląd, dzięki czemu opanowali Fort St. David

## Skład flot w bitwie pod Cuddalore

### Eskadra brytyjska
Skład eskadry brytyjskiej:
- „Tiger”, 60 dział
- „Salisbury”, 50 dział
- „Elizabeth”, 64 działa
- „Yarmouth”, 64 działa (flagowy)
- „Cumberland”, 56 dział
- „Newcastle”, 50 dział
- „Weymouth”, 60 dział

### Eskadra francuska
Skład eskadry francuskiej:
- „Bien-Aimé”, 58 dział
- „Vengeur”, 54 działa
- „Condé”, 44 działa
- „Duc d’Orléans”, 56 dział
- „Zodiaque”, 74 działa (flagowy)
- „Saint-Louis”, 50 dział
- „Moras”, 44 działa
- „Sylphide”, 36 dział
- „Duc de Bourgogne”, 60 dział